# المغريبة (إب)

تعديل مصدري - تعديل

المغريبة محلة تابعة لقرية القرات، التابعة لعزلة بلادشار بمديرية إب إحدى مديريات محافظة إب في الجمهورية اليمنية.، بلغ تعداد سكانها 122 حسب تعداد اليمن لعام 2004.